# Циклоалкан
Циклоалкани су засићени циклични угљоводоници код којих су сви угљеникови атоми везани једноструким везама. Општа формула ових једињења је  (циклоалкани садрже два атома водоника мање од алкана због тога што граде прстен).
Величина прстена код циклоалкана може бити доста различита. Величина прстена зависи од броја угљеникових атома. Данас су позната једињења са преко 40 угљеникових атома.

## Номенклатура циклоалкана
Циклоалкани добијају имена тако што се испред имена алкана са истим бројем угљеникових атома дода префикс -цикло. Циклоалкани се упрошћено могу преказивати преко геометријских слика. Тако да се циклопропан представља једнакостраничним троуглом, циклобутан квадратом, циклопентан петоуглом, итд. Обично се приказује само скелет угљеникових атома и подразумева се да су на сваком углу везана по два водоникова атома.
```
  

  / \         | |       /  \

   
                        \  /
                         
```

|  |  |  | Циклопропан |  |  |  |  |  |  |  |  |  |  | Циклобутан |  |  |  |  |  |  |  |  | Циклопентан |
|  |  |  | ----------- |  |  |  |  |  |  |  |  |  |  | ---------- |  |  |  |  |  |  |  |  | ----------- |

|  |  | циклохексан |  |  |  |  |  | метилциклопентан |  |  |  |  |  |  |  | 1,2-диетилциклохексан |
|  |  | ----------- |  |  |  |  |  | ---------------- |  |  |  |  |  |  |  | --------------------- |

## Налажење и добијање
Циклопентан, циклохексан, метилциклопентан и метилциклохексан се налазе у нафти и због тога су у индустрији нафте познати под називом нафтени. У природи су најраспрострањенија једињења са петочланим и шесточланим прстеновима.
Циклоалкани се лабораторијски добијају елиминацијом халогена из дихалогеноалкана
```
                          

 
→
    \ /
                            
```

## Физичке особине
Физичке особине циклоалкана су веома сличне физичким особинама алкана. Температура кључања расте са повећањем броја угљеникових атома.
| име         | температура кључања | температура топљења |
| циклопропан | 33°C                | -127°C              |
| циклобутан  | 13°C                | - 90°C              |
| циклопентан | 49°C                | -94°C               |
| циклохексан | 81°C                | 7°C                 |

## Хемијске особине
Циклоалкани показују идентичне хемијске особине као и алкани с том разликом што су циклоалкани са малим прстеном (циклопропан, циклобутан) доста реактивнији од осталих.
Тако нпр. циклопропан реагује са водоником у присуству катализатора и даје пропан.
 {\displaystyle +H_{2}} → {\displaystyle CH_{3}CH_{2}CH_{3}}
На исти начин он реагује са бромом и бромоводоником
```
 

  

    

      

        
+

        
B

        

          
r

          

            
2

          

        

      

    

    
{\displaystyle +Br_{2}}

  

 → 

             |     |
             
```

Општи тип адиционих реакција изгледа овако:
```
 
                          \  /
                           
```

Циклобутан је стабилнији од циклопропана али је такође доста реактиван и подлеже адиционим реакцијама.
Циклопентан и циклохексан су веома постојани тако да не реагују са водоником ни на високим температурама (преко 200°C).

## иизомерија
Cis-trans изомерија је могућа код дисуституисаних циклоалкана јер је услед затварања прстена створана доста крута структура од две С-Н везе. Тако диметилциклопропан постоји у два просторна изомера. Као Cis изомер и као trans изомер.
Овај тип изомерије се јавља и код алкена с тим што се сви супституенти налазе у равни, само различито оријентисани на двоструку везу, а код циклоалкана супституенти се налазе испод и изнад равни.